# NGC 5994
NGC 5994 este o galaxie spirală situată în constelația Șarpele. A fost descoperită în 9 martie 1851 de către William Parsons, 3rd Earl of Rosse⁠(d).